# Apocimmerites
Apocimmerites is een geslacht van kevers uit de familie van de loopkevers (Carabidae). De wetenschappelijke naam van het geslacht is voor het eerst geldig gepubliceerd in 1998 door Belousov.

## Soorten
Het geslacht Apocimmerites omvat de volgende soorten:
- Apocimmerites kubanicus Belousov, 1998
- Apocimmerites parallelus Belousov, 1998